# 全力貓
全力貓(みっちりねこ)是在フレンセル公司設計的角色。

## 摘要
2012年、網路四格漫畫連載開始、正式亮相。和漫畫連動的手機遊戲「みっりねこみっくす」公開後就快速達到100萬下載次數。短片“みっちりねこマーチ”在YouTube上推出，並在雅虎新聞造成話題（播放計數超過1200次）。从2018年1月起，TOKYO MX播放动畫「アニメみっちりねこ」，寶島社发布插图书「みっちりねこらいふ」，Line漫画刊登四格漫畫漫画。 

## 登場角色

### 主要成员
ぴよぴよ
聲優-神谷浩史
本作的主角。总是和一只小鸡在一起的猫。